# 認定心理士
認定心理士（にんていしんりし）とは、公益社団法人日本心理学会が認定する民間資格、およびその有資格者のことである。認定試験等は無く、同学会が指定する単位を履修後、申請すると認定される。同資格を有すると学会所属会員になることができる。

## 概要
認定心理士は、大学で心理学に関する最小限の標準的な基礎知識と基礎技術を修得したことを日本心理学会が認定する、心理学の基礎資格である。心理学関係の学部・学科名が学際性を帯びてきた今日、必ずしも「心理学」という直接的名称が使われていない場合もあるが、そのような学部・学科を卒業した者でも、心理学の最小限の学力と技能を修得していることが証明できる。心理学を専攻しない学部を卒業した者も、放送大学等で必要な単位を科目等履修生として修得すれば認定心理士を取得できる。なお、将来的に資格認定業務を日本心理学諸学会連合に移管する方向での調整が進められている。

### 意義
認定心理士は心理学の基礎資格であり、職能の資格ではない。あくまでも大学で心理学を学んだという証明である。従ってこの資格は、大学院課程修了を基本要件とする「臨床心理士」資格や、大学院課程修了を一部要件とする「学校心理士」「臨床発達心理士」のように、高度な専門性を担保し、その知識と技術を保証するものではない。
一方で、臨床心理士指定大学院等の心理系大学院を受験する場合、大学院によっては受験者要件として「認定心理士資格取得程度の知識を有する事が望ましい」という規定を置くところもある事から、一定の評価対象とされる場合もある。
将来的に、認定心理士のカリュキュラムと公認心理師のカリュキュラムがほぼ一致していることから、公認心理師への受験資格に該当するよう検討されている。

## 取得方法
認定心理士の資格を受けようとするものは、特に試験を受ける必要はない。以下の資格認定要件を満たしている場合、日本心理学会の認定委員会が配布する「認定心理士申請書類」に必要事項を記入して送付する事により、必要な審査を経て、後日、同委員会から可否の通知が送付される事となる。ちなみに審査、認定は有料であり、2009年3月時点で審査料 10,000円、認定料 30,000円となっている。

### 認定要件
日本心理学会より認定心理士の資格を受けようとする者は、下記の条件を満たさなければならない。
- 16歳以降少なくとも2年以上日本国に滞在した経験を有する者｡
- 学校教育法により定められた大学、または大学院における心理学専攻、教育心理学専攻、または心理学関連専攻の学科において、別表に掲げる科目を履修し、必要単位を修得し、卒業または修了した者、および、それと同等以上の学力を有すると認められた者｡

- さらに、認定心理士の資格を受けようとする場合には、下記の事項に沿い大学等において心理学の単位を取得しなければならない。

- 以下の科目名一覧に基づき、それぞれの大学ないし学科の実情に応じ、名称に捉われないで当該内容が含まれるか否かによって判定する｡合計は36単位以上とする｡
  - 心理学概論は、一般教育や教職教養における科目をもって充当することもできる｡
  - 複数領域にまたがる科目を該当させることもできる｡ただし、その科目をもって複数科目を修得したとすることはできない｡
  - 基礎科目の(a)(b)は各4単位以上、(c)は3単位以上修得し、合計で12単位以上となること（かつ、いずれも基本主題2単位以上）｡bおよびcの科目については、申請時に、該当科目の受講年度分のシラバスの写しの添付が必要。
  - 選択必修科目[(d)-(h)]の5領域のうち3領域以上で、各領域4単位以上、合計16単位を満たしていること（かつ、3領域は基本主題2単位以上）｡
  - 残り8単位は(a)-(h)の任意の科目または｢その他｣の領域(i)の科目で充当すること｡
  - 卒業論文は、卒業論文を単位として授与する機関に限り、その機関で授与している単位数のうち、最大4単位までを認定のための単位としてその他の領域(i)の単位として充当できるものとする｡
  - ｢基礎科目｣はa･bの各領域4単位以上、cの領域が3単位以上であり、小計が12単位以上であること
  - ｢選択科目｣はd･e･f･g･hの5領域中3領域が各4単位以上であり、かつ、5領域の小計が16単位以上であること
  - さらに｢その他の科目｣(i)の単位を加えて総計36単位以上であることが必要とされる｡
    - ※但し、｢その他の科目｣以外の各領域は｢基本主題｣と｢副次主題｣のいずれかに分類される｡

  - 各領域で必要な単位は3単位ないし4単位以上であるが、この3単位ないし4単位中少なくとも2単位は｢基本主題｣に属する単位でなければならない｡
  - 残余の1単位分は｢副次主題｣に属する単位でもよい｡｢卒業論文｣は、最大4単位までが｢その他の科目｣(i)の領域の単位として認められる｡

## 単位認定基準
下表の科目はあくまで一例であり、下表で「基本主題」とされている科目が、大学によって「副次主題」とされている場合もあるため注意が必要。
| (a)心理学概論            | 基本主題(心理学概論、教育心理学概論、基礎心理学、一般心理学、心理学中心の行動科学概論･行動科学など) 副次主題(心理学史、社会心理学概論、学習心理学概論、人格心理学概論、発達心理学概論、臨床心理学概論など) |
| (b)心理学研究法          | 基本主題(心理学研究法、教育心理学研究法、心理学実験法、実験計画法、心理測定法、人格診断法、心理統計学、計量心理学など)、副次主題(心理統計学でない一般統計学、心理学実験を目的とした情報処理技法など) |
| (c)心理学実験･実習       | 基本主題(心理学基礎実験、心理学実験、心理学実験実習、行動科学基礎実験、教育心理学実験実習、社会心理学実験実習など)副次主題(心理検査法実習、臨床心理学実習、心理学実験を対象としたコンピュータ実習など) |
| 選択科目                 | 16単位 |
| (d)知覚心理学･学習心理学 | 基本主題(知覚心理学、感覚心理学、認知心理学、学習心理学、思考心理学、情報処理心理学、数理心理学、言語心理学、感情心理学、行動分析学など)、副次主題(色彩心理学、人間工学など) |
| (e)生理心理学･比較心理学 | 基本主題(生理心理学、比較心理学、動物心理学、比較行動学、精神生理学、神経心理学など) 副次主題(神経生理学、行動薬理学、動物生態学など) |
| (f)教育心理学･発達心理学 | 基本主題(教育心理学、発達心理学、児童心理学、青年心理学、生涯発達心理学、教育評価、教育測定、教科学習心理学、教授心理学、学校心理学、発達臨床心理学など)副次主題(教育工学、学業不振児の心理、教師の心理、親子関係の心理など) |
| (g)臨床心理学･人格心理学 | 基本主題(臨床心理学、人格心理学、性格心理学、健康心理学、福祉心理学、異常心理学、精神分析学、自我心理学、心理療法、行動療法、カウンセリング、児童臨床心理学、障害者心理学、行動障害論、適応障害論、適応の心理、臨床心理学実習、心理検査実習、犯罪心理学、非行心理学、矯正心理学、教育相談、精神保健学、精神衛生学など)副次主題(精神医学、行動医学、心身医学など)              |
| (h)社会心理学･産業心理学 | 基本主題(社会心理学、実験社会心理学、集団心理学、グループ・ダイナミックス、心理学的人間関係論、対人関係論、対人認知論、コミュニケーションの心理学、マスメディアの心理学、家族心理学、コミュニティ心理学、環境心理学、産業心理学、組織心理学、労働心理学、消費者の心理、職業心理学、文化心理学、社会心理学調査実習など) 副次主題(社会学的な社会心理学、心理学的な労働科学など) |
| その他の科目             | 4単位まで |
| (i)その他の科目          | 心理学関連科目、卒業論文･卒業研究(原則的にaからhの複数の領域にかかわる心理学関連科目、および卒業論文･卒業研究最大4単位まで) |